# 신정 (니가타현)
신정(新町)은 니가타현 사와타군·사도군에 설치되었던 정이다. 현재의 사도시에 해당한다.